# قالویه
قالویه (به عربی: قالويه) یک منطقهٔ مسکونی در لبنان است که در شهرستان بنت جبیل واقع شده‌است.
 قالویه   ۴۰۰ متر بالاتر از سطح دریا واقع شده‌است.